# Antoni Inglès i Prats
Antoni Inglès i Prats (15 de juliol de 1946 – 5 de desembre de 2009) va ser un sociòleg expert en infància maltractada i en situació de risc, i autor de recerques en aquest àmbit.
Va començar a treballar com a sociòleg a la Generalitat de Catalunya els anys vuitanta al Centre d'Estudis Jurídics i Formació Especialitzada del Departament de Justícia. Posteriorment es va incorporar a la Direcció General d'Atenció a la Infància i l'Adolescència (DGAIA) on va desenvolupar la major part de la seva trajectòria professional.
Entre les seves recerques, va dirigir l'any 1991 la primera investigació sobre maltractament infantil a Catalunya, que va ampliar posteriorment amb un segon estudi a l'any 2000. En la seva condició d'expert en infància maltractada va comparèixer al Parlament de Catalunya el 28 de febrer de 1997 davant la Comissió d'Estudi sobre les Causes que Generen Violència Infantil.
Va ser membre de la junta de l'Associació Catalana per la Infància Maltractada, entitat que va presidir entre els anys 2007 i 2008. Va formar part de la posada en marxa de les revistes Butlletí Infància i l'efímera revista Fòrum: revista d'informació i investigació socials. (1994-1996) Va formar part de la Junta de la Taula per la Infància i l'Adolescència de Catalunya, i va formar part des dels inicis en la seva junta directiva en representació de l'ACIM. Va morir jove d'una malaltia degenerativa. Pòstumament es va publicar la seva única obra literària: Pel camí de la lluna blava: (la mar).
L'Associació Catalana d'Infància Maltractada i la Direcció General d'Atenció a la Infància i l'Adolescència de la Generalitat de Catalunya van publicar un recull d'articles que va ser presentat durant un homenatge a la seva trajectòria professional per l'Institut d'Estudis Catalans. El Centre Residencial d'Atenció Educativa de Vilafranca del Penedès, inaugurat a finals de l'any 2010, porta el seu nom.
El 2011 va publicar el llibre de narrativa Pel camí de la lluna blava: (la mar).